# Yoann Lachor
Ne doit pas être confondu avec Yann Lachuer.
Yoann Lachor né le 17 janvier 1976 à Aire-sur-la-Lys., dans le département du Pas-de-Calais, est un footballeur professionnel français d'origine polonaise ayant évolué au poste de défenseur .

## Biographie

### Carrière de footballeur
Il commence le football au petit club amateur du Football Club de La Roupie où il est alors détecté et formé par le RC Lens, où il passe l'essentiel de sa carrière, hormis un prêt au Servette de Genève lors de la saison 2000-2001. Joueur à la mentalité irréprochable, il inscrit définitivement son nom au palmarès du RC Lens en inscrivant le but décisif à Auxerre, donnant le premier (et seul à ce jour) titre de champion de France, en 1998, au RC Lens.
Peu utilisé et barré par Benoît Assou-Ekotto au poste de latéral gauche, il poursuit sa carrière à partir de la saison 2006-2007 au Club Sportif Sedan Ardennes, club qui est relégué en L2 à l'issue de la saison 2007-2008. Lors de la mi-saison 2007/2008 il décide alors de rompre son contrat avec le CS Sedan.
Le 29 mai 2008, il s'engage avec l'équipe de Boulogne, en Ligue 2, avec laquelle il endosse un rôle de leader pour la mener en Ligue 1.
Le 12 décembre 2011, alors qu'il ne fait plus partie des plans de Pascal Plancque, l'entraîneur boulonnais, il décide d'un commun accord avec le club de résilier son contrat qu'il le liait avec Boulogne jusqu'en juin 2012.

### En dehors du football
Yoann Lachor est titulaire d'un baccalauréat D.
Il est candidat suppléant de Nicolas Bays (Ensemble) dans la troisième circonscription du Pas-de-Calais lors des élections législatives de 2022. Bays est éliminé à l'issue du premier tour qu'il termine en troisième position.

## Statistiques
| Saison                | Club                   | Championnat           | Championnat | Championnat | Coupe nationale | Coupe nationale | Coupe de la Ligue | Coupe de la Ligue | Supercoupe | Supercoupe | Compétition(s) continentale(s) | Compétition(s) continentale(s) | Compétition(s) continentale(s) | Total | Total |
| Saison                | Club                   | Division              | M.          | B.          | M.              | B.              | M.                | B.                | M.         | B.         | Comp.                          | M.                             | B.                             | M.    | B.    |
| 1996-1997             | RC Lens                | Ligue 1               | 9           | 0           | 2               | 0               | 3                 | 0                 | -          | -          | -                              | -                              | -                              | 14    | 0     |
| 1997-1998             | RC Lens                | Ligue 1               | 27          | 2           | 5               | 0               | 4                 | 0                 | -          | -          | -                              | -                              | -                              | 36    | 2     |
| 1998-1999             | RC Lens                | Ligue 1               | 13          | 0           | -               | -               | 1                 | 0                 | 1          | 0          | C1                             | 2                              | 0                              | 17    | 0     |
| 1999-2000             | RC Lens                | Ligue 1               | 23          | 0           | 1               | 0               | 1                 | 0                 | -          | -          | C3                             | 6                              | 0                              | 31    | 0     |
| 2000-2001             | Servette Genève (prêt) | Super League          | 26          | 1           | -               | -               | -                 | -                 | -          | -          | -                              | -                              | -                              | 26    | 1     |
| 2001-2002             | RC Lens                | Ligue 1               | 21          | 1           | 2               | 0               | 1                 | 0                 | -          | -          | -                              | -                              | -                              | 24    | 1     |
| 2002-2003             | RC Lens                | Ligue 1               | 17          | 0           | 2               | 0               | 1                 | 0                 | -          | -          | C3                             | 2                              | 0                              | 22    | 0     |
| 2003-2004             | RC Lens                | Ligue 1               | 26          | 0           | 2               | 0               | 3                 | 0                 | -          | -          | C3                             | 2                              | 0                              | 33    | 0     |
| 2004-2005             | RC Lens                | Ligue 1               | 7           | 0           | -               | -               | -                 | -                 | -          | -          | -                              | -                              | -                              | 7     | 0     |
| 2005-2006             | RC Lens                | Ligue 1               | 5           | 0           | 1               | 0               | -                 | -                 | -          | -          | CI+C3                          | 4+3                            | 2+2                            | 13    | 4     |
| 2006-2007             | CS Sedan               | Ligue 1               | 30          | 2           | 4               | 0               | 1                 | 0                 | -          | -          | -                              | -                              | -                              | 35    | 2     |
| 2007-2008             | CS Sedan               | Ligue 2               | 13          | 0           | -               | -               | -                 | -                 | -          | -          | -                              | -                              | -                              | 13    | 0     |
| 2008-2009             | US Boulogne            | Ligue 2               | 36          | 1           | 4               | 0               | 3                 | 0                 | -          | -          | -                              | -                              | -                              | 43    | 1     |
| 2009-2010             | US Boulogne            | Ligue 1               | 29          | 0           | 3               | 0               | -                 | -                 | -          | -          | -                              | -                              | -                              | 32    | 0     |
| 2010-2011             | US Boulogne            | Ligue 2               | 33          | 1           | 4               | 1               | 3                 | 0                 | -          | -          | -                              | -                              | -                              | 40    | 2     |
| 2011-2012             | US Boulogne            | Ligue 2               | -           | -           | -               | -               | 1                 | 0                 | -          | -          | -                              | -                              | -                              | 1     | 0     |
| Total sur la carrière | Total sur la carrière  | Total sur la carrière | 315         | 8           | 30              | 1               | 22                | 0                 | 1          | 0          | -                              | 19                             | 4                              | 387   | 13    |

## Palmarès
Racing Club de Lens (3)
- Championnat de France
  - Champion en 1997-1998
  - Finaliste en 2001-2002
- Coupe Intertoto
  - Vainqueur en 2005
- Coupe de France
  - Finaliste en 1998
- Coupe de la Ligue
  - Vainqueur en 1999

 Servette FC (1)
- Coupe de Suisse
  - Vainqueur en 2001

## Statistiques
- Premier match en D1 le 28 novembre 1996 : Nancy - Lens.
- Premier but en D1 le 25 septembre 1997 : Lyon - Lens (1-3).
- 157 matches de joués en D1 pour 5 buts d'inscrits.